# Les Joyeux Nains
Pour plus de détails, voir Fiche technique et Distribution.
Les Joyeux Nains (The Merry Dwarfs) est un court métrage d'animation américain de la série Silly Symphonies réalisé par les studios Disney et sorti en 1929.

## Synopsis
Des nains barbus vivent dans un village forestier. Tandis que des forgerons préparent les fers pour un centipède, un autre nettoie les feuilles et les causses tombées au pied d'un chêne. Lorsqu'un groupe ambulant arrive dans le village, les nains sortent les barils de bière des maisons et se lancent dans une polka. La bière les aide à danser mais deux nains tombent ivres morts.

## Fiche technique
- Titre original : The Merry Dwarfs
- Titre français : Les Joyeux Nains[1]
- Série : Silly Symphonies
- Réalisation : Ub Iwerks
- Animation : Ub Iwerks, Les Clark, Johnny Cannon, Wilfred Jackson
- Décors : Carlos Manriquez
- Musique : Carl W. Stalling
  - Extraits du Chœur des gitans de Il trovatore (1853) de Giuseppe Verdi, Bahn Frei! (polka, op.45) d'Eduard Strauss, gavotte de l'opéra Henri VIII (1883) de Camille Saint-Saëns, Amaryllis Louis XIII de Joseph Ghys et Jolly Fellows Waltz de Robert Vollstedt
- Production : Walt Disney
- Société de production : Walt Disney Productions
- Société de distribution : Columbia Pictures
- Pays de production :  États-Unis
- Langue : (en)
- Format : Noir et blanc - 35 mm - 1,37:1 - son mono
- Genre : animation
- Durée : 5 min 57 s
- Dates de sortie : 
  - États-Unis : 11 décembre 1929 (New York)
  - États-Unis : 19 décembre 1929 (sortie nationale)
  - France : 2 mars 1930

Source : Walt Disney's Silly Symphonies.

## Commentaires
Le film a été présenté en avant-première 11 au 17 décembre 1929 au Gaiety de New York, en première partie de Le Vautour (The Sky Hawk) de John Blystone. Il a été diffusé du 17 janvier au 11 avril 1930 au Grauman's Chinese Theatre de Los Angeles en première partie de Le Chant du bandit de Lionel Barrymore. Le copyright a été déposé le 7 février 1930 par Columbia Pictures.
Il est en partie visible dans Qui veut la peau de Roger Rabbit (1988)